# Premier lycée de Belgrade
Le premier lycée de Belgrade (en serbe cyrillique : Прва београдска гимназија ; en serbe latin : Prva beogradska gimnazija) est l'un des principaux lycées de Belgrade, la capitale de la Serbie. Il a été créé le 18 juin 1839 et fut conçu, à sa création, comme un établissement d'élite. Il est situé au 61 rue Cara Dušana, dans la municipalité de Stari grad. Le bâtiment qui abrite aujourd'hui l'établissement, construit en 1938, figure sur la liste des biens culturels de la ville de Belgrade.

## Anciens élèves
Parmi les élèves célèbres du premier lycée de Belgrade, on peut citer Mihajlo Petrović Alas, le géographe Jovan Cvijić, Jovan Skerlić,  le chimiste Sima Lozanić, Aleksandar Belić, Ljubomir Stojanović, l'architecte Aleksandar Deroko, ou encore Stojan Novaković, Branislav Petronijević, Slobodan Jovanović, Kosta Vujić, Milan Vujaklija, Bojan Maglić, Veselin Čajkanović, Dragutin Dimitrijević Apis, Gavrilo Princip, le voïvode Živojin Mišić et le roi Pierre Ier de Serbie. Le président de la république de Serbie, Boris Tadić, y fut professeur de psychologie.